# سيف الأمازون طويل البتلات
سيف الأمازون طويل البتلات (الاسم العلمي:Echinodorus longipetalus) هو نوع من النباتات يتبع جنس سيف الأمازون من الفصيلة المزمارية.